# 塩化コバルト(III)
塩化コバルト(III)（英語: cobalt(III) chloride）は、塩素とコバルトで構成され、化学式が CoCl3 で表される不安定な無機化合物である。この化合物のコバルト原子の酸化数は+3である 。
この化合物は、高温条件下では塩化コバルト(II)と塩素ガスと平衡状態で存在していることが報告されている。また、凍結させたアルゴンマトリックス中に分散させた状態の極低温条件で安定であることが判明している 。
1920年代と1930年代の論文の中には、この化合物を純粋な形で大量に合成したとするものがある。しかし、これらの結果は再現されていないか、ヘキサクロロコバルテート(III)アニオン CoCl3−
6
6のような他の物質によるものとされているようである。それ以前の報告では、エタノールやジエチルエーテルのような無水溶媒では緑色の溶液を与え、極低温（-60℃以下）でのみ安定であるとしている。

## 構造と性質
凍結アルゴン中での赤外スペクトルから、単離されたCoCl3分子はD3h対称の平面状であることがわかった。
この金属三ハロゲン化物と他の金属三ハロゲン化物の50℃における安定性に関する科学的研究が、1956年にNelsoonとSharpeによって発表された。
気相の空気力学的特性は、ロシア科学アカデミーのグルシュコ・サーモセンターによって決定された。

## 合成
塩化コバルト(III)は、1952年にSchäferとKrehlによって、塩化コバルト(II)を塩素中で加熱したとき気相で検出された。塩化コバルト(III)は以下の平衡によって生成する。 
2CoCl2 + Cl2 ↔ 2 CoCl3
918K（CoCl2の融点999K以下）では、蒸気中のコバルト種は塩化コバルト(III)が優勢で、その分圧は0.72mmHgで塩化コバルト(II)は0.62であった。しかし、温度が高くなると平衡は左にシフトする。1073Kでは、分圧はそれぞれ7.3mmHgと31.3mmHgであった。
分光学的研究に十分な量の塩化コバルト(III)は、1983年にDavid W. Greenらによって、コバルト電極に塩素原子をスパッタリングし、得られた分子を14Kの冷凍アルゴン中に閉じ込めることによって得られた。
1969年の報告によると、固体の水酸化コバルト(III) CoOOH·H2O をHClで飽和させた無水エーテルで-20℃で処理すると、CoCl3に特徴的なスペクトルを持つ緑色の溶液（-78℃で安定）が生成する。
1932年の報告では、塩化コバルト(III)は無水エタノール中の塩化コバルト(II)の電気分解で生成するとされている。

## 関連化合物
ヘキサクロロコバルト(III)酸アニオン CoCl3−
6 は、氷酢酸中のコバルト(III)塩と塩酸 HCl の合成で同定された 。
コバルト(III)塩と塩化物イオンの溶液には、(H2O)5Co(Cl)2+ と (H2O)4(OH)Co(Cl)+ のアニオン性錯体が存在する。
有機アミンなどの様々な配位子と錯体を形成したコバルト(III)の三塩化物は非常に安定である。特に、ヘキサアンミンコバルト(III)塩化物 Co(NH3)6Cl3 は典型的なウェルナー錯体であり、生物学的研究に利用されている。もう一つの古典的な例は、トリス(エチレンジアミン)コバルト(III)塩化物 Co(H2N–C2H4–NH2)3Cl3である。